# Sarphatistraat 8
Het pand Sarphatistraat 8 is een statig gebouw aan de Sarphatistraat te Amsterdam-Centrum.
Er ontstond ter plaatse ruimte doordat het befaamde (dansgelegenheid) en beruchte (Karl Marx en Friedrich Engels spraken hier in 1872) "Lokaal Dalrust" inclusief bijbehorende woningen werd afgebroken in 1875/1876. In de jaren daarna werd een tweetal panden neergezet. In de loop der jaren trok Ancient Order of Foresters (AOF) daarin. Zij was de in 1880 opgerichte Nederlandse tak van Foresters Friendly Society. In oktober 1926 kochten zij de panden aan en lieten een nieuwe vergaderzaal bouwen. In 1936 bleek het geheel te verouderd en te klein en op 12 oktober 1936 kondigde de stichting in De Telegraaf aan dat de panden zouden worden afgebroken om plaats te maken voor nieuwbouw. Architect Simon Vieyra, lid van genoemde stichting, maakte een nieuw ontwerp voor een symmetrisch gebouw. Het kreeg al spoedig de naam Forestershuis. De titel was enige jaren lang te zien boven de entreedeur van het gebouw. In mei 1937 werd het nieuwe complex geopend in aanwezigheid van talloze notabelen waaronder de toenmalige burgemeester Willem de Vlugt. In de Tweede Wereldoorlog werd het gebouw door de Duitsers zwaar beschadigd. In de jaren voorafgaand aan die oorlog waren er regelmatig bijeenkomsten van Joodse instellingen en verenigingen. Herstel duurde tot 1952. In 1979 verliet de orde het gebouw.
In 2015 is Mentrum er gevestigd.